# Kabelspoorwegen van Lyon
De Kabelspoorwegen van Lyon (Frans: Funiculaires de Lyon) zijn een aantal kabelspoorwegen in Lyon sinds 1862, waaronder de eerste kabelspoorweg ter wereld. De funiculaires of kabelspoorwegen worden ook aangeduid met de bijnaam Ficelle, wat draad betekent en verwijst naar de kabel waarmee de tram wordt voortgetrokken.
Vanwege de verschillen in hoogte beschikte de stad over vijf kabelspoorlijnen met trams die de lager gelegen wijken van Lyon verbonden met die op de heuvels, zoals Fourvière en La Croix-Rousse. Van de historische vijf lijnen zijn er nog twee lijnen als kabelspoorweg in gebruik: 
De funiculaire naar de Notre-Dame de Fourvière voert van metrostation Vieux Lyon naar het plein voor de basiliek Notre-Dame de Fourvière, de funiculaire naar Saint-Just voert van hetzelfde metrostation naar de wijk Saint-Just met onder meer het Antiek theater van Lugdunum en het Gallo-Romeins museum van Fourvière. Deze beide lijnen liggen beide op de flanken van de Fourvière. Een derde lijn, op de flanken van de La Croix-Rousse, is geïntegreerd in lijn C van de metro van Lyon.

De huidige en historische kabelspoorwegen